# Turritella acropora
Turritella acropora là một loài ốc biển, là động vật thân mềm chân bụng sống ở biển thuộc họ Turritellidae.